# Wilhelm von Knobloch
Wilhelm Leopold Sigismund Samuel von Knobloch (* 4. Oktober 1794 in Wehlau; † 16. Februar 1854 in Erfurt) war ein preußischer Generalmajor.

## Leben

### Herkunft
Wilhelm war der Sohn von Johann Ludwig Samuel von Knobloch (1765–1799) und dessen Ehefrau Albertine Friederike, geborene von Zitzewitz († 1833) aus dem Hause Notzkow. Sein Vater war preußischer Premierleutnant a. D., zuletzt im Dragonerregiment „von Werther“ sowie Herr auf Wangotten.

### Militärkarriere
Knobloch trat im Juni 1810 als Kanonier der Ostpreußischen Artilleriebrigade der Preußischen Armee bei und nahm 1812 als Fähnrich während des Feldzuges gegen Russland an den Kämpfen bei Eckau, Kyopen, Dahlenkirchen und Piktupönen teil. Ende Februar 1813 avancierte er zum Sekondeleutnant. Als solcher machte Knobloch in den Befreiungskriegen 1813/15 die Belagerungen von Wittenberg und Saarlouis sowie die Schlachten bei Bautzen, Katzbach, Leipzig, Montmirail, Laon, Paris, Ligny und Waterloo mit. Für sein Verhalten bei Leipzig erhielt er den Orden der Heiligen Anna III. Klasse und für La Chaussée das Eiserne Kreuz II. Klasse.
Nach dem Friedensschluss stieg Knobloch bis Ende April 1818 zum Kapitän auf und wurde Mitte März 1825 zum Artillerieoffizier vom Platz in Schweidnitz ernannt. Von dort folgte am 30. Oktober 1828 seine Versetzung zur Garde-Artilleriebrigade. Am 1. Juli 1830 kommandierte man ihn zur Generalinspektion der Artillerie und beförderte Knobloch am 6. April 1832 zum Major. Daran schloss sich vom 23. April 1836 bis zum 3. Januar 1844 eine Verwendung als Abteilungskommandeur an. Zugleich war Knobloch ab Mitte Mai 1836 auch als Mitglied der Studienkommission und der Artillerieprüfungskommission tätig. Zwischenzeitlich im April 1842 zum Oberstleutnant befördert, wurde er dann zunächst mit der Führung der 8. Artilleriebrigade beauftragt und am 14. Januar 1845 zum Brigadier dieses Verbandes ernannt. In dieser Stellung avancierte Knobloch am 22. März 1845 zum Oberst und erhielt am 25. September 1847 den Roten Adlerorden III. Klasse mit Schleife. Knobloch fungierte dann vom 27. Januar 1849 bis zum 15. Juni 1850 als Brigadier der Garde-Artilleriebrigade und anschließend als Inspekteur der Artilleriewerkstätten. Als solcher wurde er am 19. April 1851 zum Generalmajor befördert, bevor man ihm am 15. Juni 1852 seinen Abschied mit Pension gewährte. Er war Ritter des Johanniterordens.

### Familie
Knobloch verheiratete sich am 24. Juli 1821 in Kulm mit Mathilde Wilhelmine Ida von Parpart (1801–1883), Tochter des Domänenbeamten Ludwig von Parpart. Aus der Ehe gingen folgende Kinder hervor:
- Oskar Arthur Wilhelm (1822–1899), preußischer Generalmajor ⚭ 1864 Emma Natalie Freiin von Meerscheidt-Hüllessem (* 1844)
- Leonce Viktor Arthur (* 1823), preußischer Major a. D.
- Friederike Florentine Julie Selma (1825–1880) ⚭ 1863 Eduard von Behr († 1866), preußischer Oberstleutnant, gefallen im Gefecht bei Tobitschau
- Valesca Agnes Thekla (1826–1902) ⚭ 1853 Waterloo von der Groeben (1816–1884), preußischer Major a. D.[1]
- Malwine Isidore Ida (* 1827), Stiftsdame in Königsberg